# Stanovišče
Stanovišče este o localitate din comuna Kobarid, Slovenia, cu o populație de 40 de locuitori.